# Iphitime hartmanae
Iphitime hartmanae är en ringmaskart som beskrevs av Kirkegaard 1977. Iphitime hartmanae ingår i släktet Iphitime och familjen Dorvilleidae. Arten är reproducerande i Sverige. Inga underarter finns listade i Catalogue of Life.